# Dragoman, Bulgaria
Dragoman (în bulgară Драгоман) este un oraș în partea de vest a Bulgariei. Aparține de  Obștina Dragoman, Regiunea Sofia.

## Demografie
Componența etnică a orașului Dragoman
     Bulgari (82,42%)
     Nicio identificare (17,45%)
     Altele (0,11%)
La recensământul din 2011, populația orașului Dragoman era de 3.368 locuitori. Din punct de vedere etnic, majoritatea locuitorilor (82,42%) erau bulgari. Pentru 17,45% din locuitori nu este cunoscută apartenența etnică.